# Косолапов Анатолій Аркадійович
Косолапов Анатолій Аркадійович (нар. 5 лютого 1953, Кам'янське) — доктор технічних наук, професор кафедри «Електронні обчислювальні машини» Дніпропетровського національного університету залізничного транспорту імені академіка В. Лазаряна.

## Життєпис
З 1960 по 1970 рік навчався у середній школі № 7 міста Дніпродзержинськ, яку закінчив з золотою медаллю. Паралельно навчався у заочній математичній школі [Архівовано 8 серпня 2017 у Wayback Machine.] Московського державного університету. Після закінчення школи 1970 року вступив до Дніпропетровського інституту інженерів залізничного транспорту за спеціальністю «Електронні обчислювальні машини», який закінчив 1975 року й отримав диплом з відзнакою та кваліфікацію інженера-електрика.
Трудову діяльність розпочав 1975 року інженером НДІУВМ (НИИУВМ) Сєвєродонецька.
1978 року вступив до аспірантури кафедри «Електронні обчислювальні машини» ДІІТу. З 1981 року прийнятий на посаду молодшого наукового співробітника Науково-дослідної лабораторії Управляючих машин та систем (ЛУМС) ДІІТу.
1984 року захистив кандидатську дисертацію на тему «Разработка и применение методов математического моделирования при анализе и проектировании микропроцессорных АСУ технологическими процессами роспуска составов на горках».
1988 року Анатолія Аркадійовича призначено на посаду доцента кафедри «Електронні обчислювальні машини» ДІІТу.
З 1992 по 1994 рік працює заступником декану факультету «Обчислювальна техніка».
З 1994 по 1997 рік докторант кафедри «Електронні обчислювальні машини» ДІІТу. Докторську дисертацію захистив 2014 року на тему «Розвиток наукових основ побудови і експлуатації систем автоматизації залізничних сортувальних станцій».
З 2001 року працює за сумісництвом завідувачем лабораторії інформаційних технологій та науковим керівником інформаційно-обчислювального центру Дніпропетровського національного університету залізничного транспорту імені академіка В. Лазаряна.
25 травня 2005 року Косолапова Анатолія Аркадійовича нагороджено знаком «Відмінник освіти України».
В 2014 захистив докторську дисертацію. З 2014 року і дотепер працює професором кафедри «Електронні обчислювальні машини» ДНУЗТ.

## Громадська діяльність
- Голова Ради молодих вчених;
- Член художньої ради ДІІТу;
- Член гуманітарної ради ДІІТу;
- Член вченої ради ДІІТу;
- Керівник проектів інформатизації ДІІТу.

## Найважливіші праці
1. Косолапов А. А. Аналітичні моделі масового обслуговування в задачах проектування інформаційних систем: навчально-довідковий посібник для курсового проектування, контрольних і практичних робіт / уклад. : А. А. Касолапов. — Д. : Дніпропетр. нац. ун-т залізн. трансп. ім. акад. В. Лазаряна ‌: «Like Print» ФОП Гечка Т. О., 2015. — 186 с. [Архівовано 8 серпня 2017 у Wayback Machine.]
2. Косолапов А. А. Информатизация общества: философско-антропологические проблемы [Текст] / А. А. Косолапов // Наука та прогрес транспорту. Вісник Дніпропетровського національного університету залізничного транспорту. 2015. Т. 4. № 58. — C. 213 - 223.
3. Косолапов А. А. Информационно-коммуникационные технологии в управлении: монография / [авт. кол. : Косолапов А. А., Кувшинов А. В., Нырков А. П. и др.] [Архівовано 8 серпня 2017 у Wayback Machine.]. ISBN 978-966-2769-19-4. — Одесса ‌: КУПРИЕНКО СВ, 2015. — 245 c.
4. Косолапов А. А. Ключевая роль транспорта в современном мире: монография [Текст] / [авт. кол. : Косолапов А. А., Блохин А. Л., Боряк К. Ф. и др.]. — Одесса ‌: КУПРИЕНКО СВ, 2013. — 163 с. — ISBN 978-966-2769-16-6.
5. Косолапов А. А. Надёжность сложных систем. Методы и табличные модели оценки надёжности  систем  с нечёткими размытыми параметрами [Текст] / А. А. Косолапов. — Saarbrucken, Germany ‌: Изд. Дом LAP LAMBERT Academic Publishing, 2014. — 56 с. (ISBN-13: 978-3-659-57903-5;   ISBN-10: 3659579033;  EAN: 9783659579035).
6. Косолапов А. А. Научные ответы на вызовы современности: образование и воспитание, спорт. В 2 книгах. К 1.: монография / [авт. кол. : Антонов В. Н., Косолапов А. А., Мищенко Л. В.]. — Одесса ‌: КУПРИЕНКО СВ, 2016. — 159 с. (ISBN 978-966-2769-78-4).
7. [Архівовано 8 серпня 2017 у Wayback Machine.] Косолапов А. А. Эпоха интеллектуальных транспортных систем [Текст] / А. А. Косолапов // Наукові записки Міжнародного гуманітарного університету : [збірник] - Одеса : Феникс. 2015. № 24. — C. 128 -131.
8. Косолапов А. А., Лобода Д. Г. Наука и инновации в современном мире: техника и технологии. В 3-х книгах. К. 3. : монография / [авт. кол.: Агеева Н. М., Косолапов А. А. Лобода Д. Г., и др. — Одесса: КУПРИЕНКО СВ,  - 157 с. (ISBN 978-617-7414-01-7) // 2017.  — C. 20 — 29.